# アルファ・タカハシ
Alpha Takahashi（アルファ たかはし）は、アメリカ合衆国の女優、タレント。別名、高橋 有葉。

## 出演

### 映画
- 『Takamine』 (2011年) 米国ロサンゼルス
- 『The Runaways』 (2010年) 米国ロサンゼルス
- 『Morbid: A Love Story』 (2009年) 米国ロサンゼルス
- 『Loneliness of the Short Order Cook』(2008年) 米国ロサンゼルス

### ドキュメンタリー
- 『National Geographic Explorer』 (2011年) ナショナルジオグラフィック協会

### 舞台
- 『King and I（王様と私）』 (Cabrillo Music Theatre) 米国ロサンゼルス
- 『Urinetown（ユーリンタウン）』 (Warner Grand Theatre) 米国ロサンゼルス
- 『Into the Woods（イントゥ・ザ・ウッズ）』 (Village Gate Theatre) 米国ロサンゼルス
- 『She Loves Me（シー・ラブズ・ミー）』(Massman Theatre) 米国ロサンゼルス
- 『Miss Saigon（ミス・サイゴン）』 (Starlight Theatre) 米国サンディエゴ
- 『Macbeth（マクベス）』(Annenberg Ampitheatre) 米国ロサンゼルス

### CM・広告モデル
- 『LG』(LGエレクトロニクス)
- 『Motorola』(モトローラ)
- 『Junior Drake Handbags』(ジュニアドレイクハンドバッグ)
- 『Cytori Therapeutics』(Cytoriセラピューティックス)

### 受賞
- 『文部科学省後援獨協大学主催全国高校生英語スピーチコンテスト』最優秀賞
- 『東京都中学生英語スピーチコンテスト』最優秀賞
- 『Miss Kimono LA』（ミス着物LAコンテスト）1位